# Spinococcus convolvuli
Spinococcus convolvuli  (лат.) — вид полужесткокрылых насекомых рода Spinococcus семейства Мучнистые червецы (Pseudococcidae). Впервые описан в 1960 году египетским энтомологом Е. М. Эззатом.

## Распространение, образ жизни
Эндемик Египта. Распространён в окрестностях города Тальха на севере страны.
Паразитирует на растениях рода Вьюнок (Convolvulus).